# 後藤野飛行場

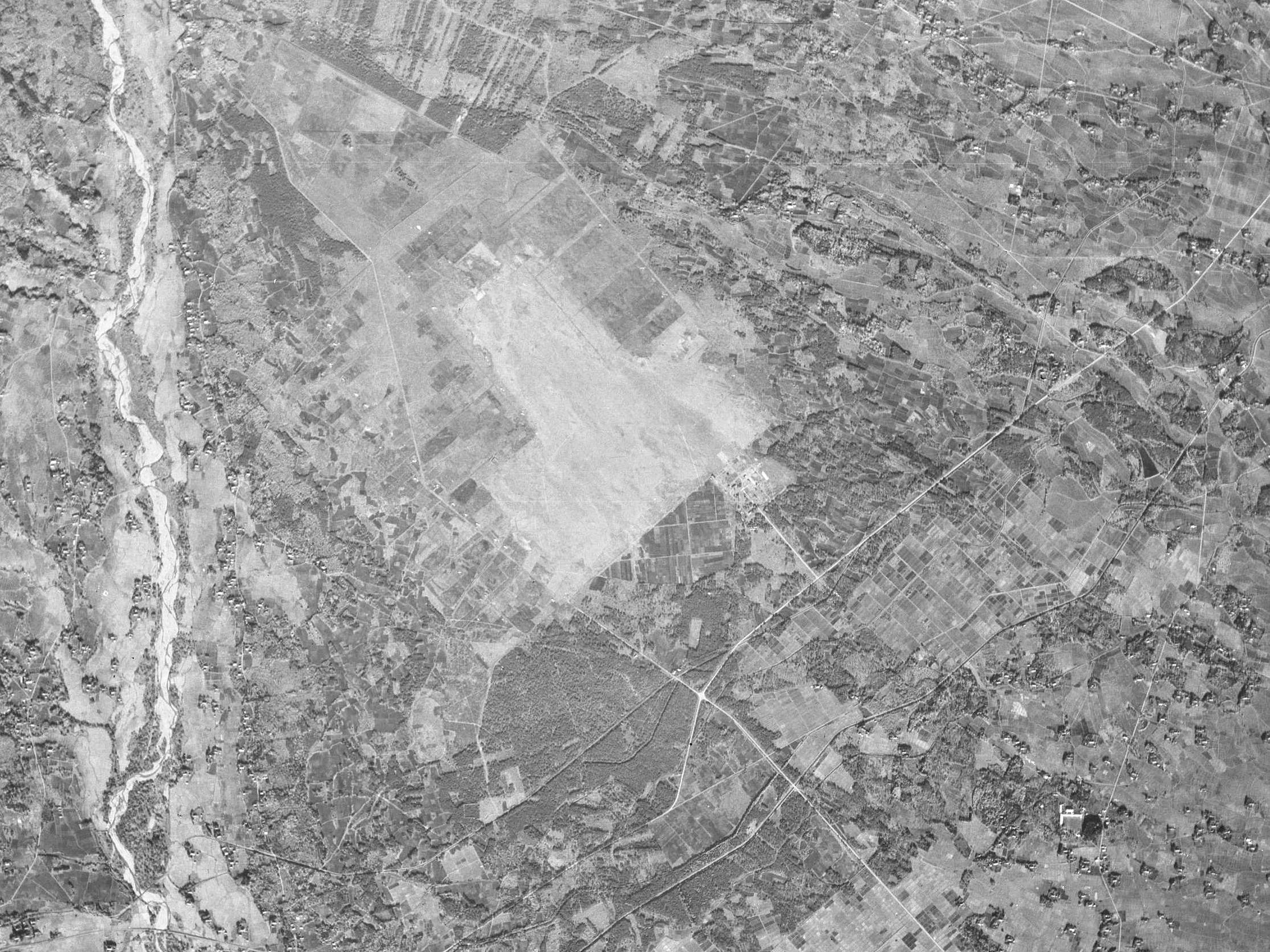
後藤野飛行場（岩手陸軍飛行場）の空中写真（1947年）

後藤野飛行場（ごとうのひこうじょう）は、太平洋戦争中に岩手県に建設された日本陸軍の秘匿飛行場。岩手陸軍飛行場ともいった。

## 概要
1937年（昭和12年）に日中戦争が始まり、岩手県内で陸軍の飛行場を誘致する運動が起こり、内陸南部の胆沢郡金ケ崎町と和賀郡藤根村（のち和賀村→和賀町、現・北上市）との間で誘致合戦が進められた。藤根村には花巻、黒沢尻両町を始め、和賀、稗貫両郡の13か町村が期成同盟会を結成した。期成同盟会は藤根村後藤野の土地120万坪を飛行場用地に献納すると発表。陸軍は飛行場を藤野村に建設する方向へ傾いた。11月27日に正式決定された。
飛行場の建設は1938年（昭和13年）6月6日に起工式が行われ、工事が始まった。工事には県内の中学校などの生徒が動員された。9月25日には秩父宮雍仁親王を迎えて献納式が行われた。10月31日に完成、11月6日には竣工式が行われ、立川飛行場から軽爆撃機が飛来し、後藤野飛行場に着陸した。後藤野飛行場は操縦者の訓練用飛行場となった。
その後、太平洋戦争に突入し、戦況は悪化、後藤野飛行場は1943年（昭和18年）に創設された特別操縦見習士官の教育訓練用の飛行場となった。1944年（昭和19年）4月30日には北海道八雲飛行場から第九十五飛行大隊が移動。7月20日には熊谷陸軍飛行学校岩手分教所として開設された。1945年（昭和20年）には特攻隊の出陣式が飛行場で行われた。7月には陸軍特別攻撃隊神鷲第二二五隊（神鷲第二二五隊）が配置され、8月9日には飛行場から特攻機が3機離陸したが、1機はエンジン不調で帰還した。残る2機は太平洋上に出たが、目標の敵艦は見当たらず、引き返すこととなった。しかし、後藤野飛行場への帰還は夜間となり、北上山地を越える困難な飛行ルートとなるため、1機は宮城県の矢本飛行場（現在の航空自衛隊松島基地）にもう1機は福島県の原町飛行場に向かうことになった。だが、2機とも目的地に着くことはなく不時着し、操縦者はいずれも死亡した。
後藤野飛行場は8月9、10日の両日に空襲を受けた。8月15日に終戦を迎えた。終戦後の9月下旬、米軍が岩手県に進駐。9月から10月にかけて後藤野飛行場の残存機を破壊。その後は飛行隊の隊長が部下や秋田県出身者らとともに後藤野の開拓を始めた。1954年（昭和29年）に後藤野飛行場跡に保安隊（現在の自衛隊）を誘致する構想が発表されたが、住民の反対運動が起きたのと、県内では滝沢村（現在の滝沢市）に決定したため実現には至らなかった。後に飛行場跡の近くに工業団地が造成され、現在に至る。